# Solomun
Mladen Solomun, plus simplement connu comme Solomun, est un musicien, compositeur et DJ bosno-allemand de musique électronique né en 1975. Il a notamment été trois fois lauréat des DJ Awards dans les catégories Meilleur Producteur et Meilleur DJ Deep House,.

## Biographie
Solomun nait le 27 décembre 1975 à Travnik en Bosnie-Herzégovine mais grandit à Hambourg en Allemagne. Sa petite sœur Magdalena est également DJ. Jeune, il travaille pour son père dans le bâtiment. Il se découvre à cette époque un intérêt pour le cinéma. Par ailleurs, son cousin, qui fréquentait les boîtes de nuit, lui rapporte régulièrement quelques morceaux quand il est de passage à Hambourg. Solomun découvre alors qu'il y a plus dans la musique que ce que veulent bien lui faire écouter les radios commerciales. Il commence à acheter ses propres vinyles et joue même à House of Youth pour d'autres adolescents lorsqu'il a 16 ans.
A 20 ans, il commence à travailler sur des tournages et fonde même une société de production de courts-métrages avec quelques amis. Il prendra finalement ses distances avec le secteur, lui reprochant une façade illusoire et ne sachant pas où cela allait le mener.
Parallèlement, aidé d'un ami qui produisait quelques titres sur un label hip-hop, il commence à développer son autre passion pour la musique électronique. Il crée ses premiers morceaux à 23 ans en achetant pour 200 euros un vieil ordinateur qui contenait une version piratée de Logic. En 2005, il commence à produire sa musique et fonde à la fin de l'année son label Diynamic avec Adriano Trolio. Ce dernier en joue le rôle d'imprésario. Le slogan du label est "Do It Yourself", comme le suggère le début du nom (Diy...). En 2006, Solomun rencontre H.O.S.H., c'est à ce moment que le label commence à gagner en notoriété. Le premier EP de Solomun sur le label, sobrement intitulé Solomun EP, sort en 2006. Il réalise par la suite une série de titres et de compilations ainsi que l'album Dance Baby en 2009. En décembre 2010, il crée un second label plus expérimental, 2DIY4.
En 2011, Solomun sort un de ses plus fameux titres, le remix d'Around de Noir & Hayze. Le titre est sacré meilleur remix de 2011 par Resident Advisor et 11ème meilleur morceau de l'année. En 2012 Mixmag le nomme DJ de l'année, les DJ Awards Meilleur Producteur et les Cool Awards brésiliens Meilleur DJ International. Sa popularité est alors plus forte que jamais.
En 2013, il inaugure la saison ibizienne en occupant la résidence Burn Studios .
Il est jusqu'en juin 2014 le propriétaire du club underground hambourgeois Ego qu'il gère avec sa sœur et Adriano Trolio. L'endroit est depuis devenu le Villa Nova.
En 2015, il occupe deux résidences à Ibiza, une au Pacha et l'autre au Destino.
Solomun commence l'année 2016 avec deux événements au BPM Festival dont Diynamic in the Jungle et Solomun +1 avec Mano Le Tough. Par la suite, il poursuit une tournée en Amérique du Nord. Il fête les dix ans du label Diynamic au Watergate de Berlin le 9 avril 2016, puis au DC10 à Ibiza le 19 août. Il occupe également deux résidences à Ibiza la même année, Solomun +1 au Pacha et Solomun +1 en direct au Ushuaia et au Destino.
Entre 2016 et 2017, il joue à des événements comme Ultra Europe, le festival EXIT, le festival Melt!, Tomorrowland et Movement Croatia.
En mai 2018, il joue au Théâtre Antique d'Orange pour Cercle devant plusieurs milliers de personnes.
Il apparaît à partir du 24 juillet 2018 dans le jeu vidéo GTA Online de Rockstar Games, avec la mise à jour Nuits blanches et marché noir, où il mixe au sein d'une boîte de nuit achetable par les joueurs. Ses compilations peuvent également être entendues sur l'une des stations de radio. Le clip de son titre Customer Is King a de plus été réalisé avec le moteur de Grand Theft Auto V.

## Style musical
Les influences musicales de Solomun viennent de genres musicaux éclectiques : hip-hop, soul, funk et R&B. Sa musique est décrite comme de "la house, avec des lignes de basse deep et ultra funky, des mélodies euphoriques et des voix chargées d'émotion".

## Récompenses

### 2016
- Best DJ: #1 (Deep House, public vote) // Beatport
- Best DJ: #5 // Resident Advisor
- Best DJ: #1 // DJ Mag Italia (IT)
- Best Night: “Solomun+1″ (Sundays at Pacha) // DJ Mag Italia (IT)
- Best Remixes // DJ Mag Italia (IT) : Whilk & Misky - Clap Your Hands (Solomun Remix) - Ost & Kjex - Queen of Europe (Solomun Remix)
- Ibizas most shazaamt summer hits : #2 Whilk & Misky - Clap Your Hands (Solomun Remix)

### 2015
- Winner - Category: Deep House - DJ Awards Ibiza (ES)
- Winner - Best DJ: Solomun - DJ Mag Italia (IT)
- Winner - Best Night: “Solomun +1″ (Sundays at Pacha) - DJ Mag Italia (IT)
- Best DJ #13 - Resident Advisor (UK)

### 2014
- Best DJ #26 - Resident Advisor (UK)

### 2013
- Winner - Category: Deep House - DJ Awards Ibiza (ES)
- Best DJ #24 - Resident Advisor (UK)

### 2012
- Winner - DJ of the Year – Mixmag Magazine (UK)
- Winner - Best Producer – DJ Awards Ibiza (ES)
- Winner - Best International DJ – Cool Awards Brazil (BR)
- Best International Tour – Rio Music Conference Award (BR)
- Best Producer – Groove Magazine (DE, AT, CH)
- Best Label Diynamic – Groove Magazine (DE, AT, CH)
- Best DJ #03 – Groove Magazine (DE, AT, CH)
- Best Track #04 Kackvogel – Groove Magazine (DE, AT, CH)
- Best Producer #6 – Faze Mag (DE, AT, CH)
- Best Label Diynamic #5 Faze Mag (DE, AT, CH)
- Best Track #14 Kackvogel – Faze Mag (DE,AT,CH)
- Best DJ #22 – Resident Advisor (UK)
- Best Compilation #05 (Watergate 11) – DJ Mag (UK)
- Best Compilation #05 (Watergate 11) – Mixmag Magazine (UK)

### 2011
- Remix of the Year- Around (Noir & Haze) - Resident Advisor (UK)
- Most Charted Artist“ #04 Resident Advisor (UK)
- Best Remix #02 – Around (Noir & Haze) - Groove Magazine (DE, AT, CH)
- Best Remix #03 - Let's Go Back (Kraak & Smaak ) - Groove Magazine (DE, AT, CH)
- Best Producer #02 - Groove Magazine (DE, AT, CH)
- Best DJ #03 - Groove Magazine (DE, AT, CH)
- Best DJ #05 - De:Bug Magazine (DE, AT, CH)

## Discographie

### Titres
- 2005 Galaxy Empire – Mudra Records
- 2005 Jackpot – Schanzen Rec. – CD Compilation
- 2005 Frei – Schanzen Rec. – CD Compilation
- 2006 Do It Yourself EP – Diynamic Music
- 2006 Nachrichten EP – Diynamic Music
- 2006 Oelkersallee EP – Diynamic Music
- 2006 Solomun EP – Diynamic Music
- 2007 Feuer und Eis EP – Diynamic Music
- 2007 Hooked / Jungle River Cruise – liebe*detail
- 2007 Koboldmaki – Sonar Kollektiv
- 2007 Meerkats – Sonar Kollektiv
- 2007 Mischwaren EP – Diynamic Music
- 2007 Sambada EP – Dessous Recordings
- 2007 Second Kiss in Winter / Four Seasons EP – Diynamic Music
- 2008 Deadman/Beauty and the Beast – Four:Twenty
- 2008 Ghostdog / Trilogy EP – Diynamic Music
- 2008 Flying Pics EP – Diynamic Music
- 2008 Beauty and the Beast / Dead Man – Four:Twenty
- 2008 Black Rose / Trickski Remix – Sonar Kollektiv
- 2008 Woodstep EP – Dessous
- 2008 International Hustle EP – Four:Twenty
- 2008 Argy and Solomun – Focus On – Poker Flat
- 2008 Midnight Call EP – Compost black
- 2008 Federgewicht EP – Diynamic Music
- 2009 Carnivale / Factory – Phil e
- 2009 Dance Baby – Diynamic Music
- 2010 Sisi EP - Leena Music
- 2011 Daddy's Jam – Rebellion
- 2011 Love Recycled EP – 2DIY4
- 2011 Zappzerapp EP – Diynamic Music
- 2011 Challenge Everyday EP – Diynamic Music
- 2011 Something We All Adore EP – Supernature
- 2012 Living On – from: 5 years Diynamic Charity Compilation – Diynamic Music
- 2012 Kackvogel – Watergate Records
- 2013 Bootcamp - Diynamic Music
- 2014 Samson - Diynamic Music
- 2014 Friends – 2DIY4
- 2015 "Zora" - Diynamic Music
- 2016 Let it out – Solomun feat. Liu Bei – Diynamic Music
- 2016 Solomun Selected Remixes 2009-2015 – Diynamic Music

### Remixes
- 2007 Bearweasel – "Moniker" (Solomun Remix) – Supernature
- 2007 Barbo – "Barbi in Love" (Solomun Remix) – Buzzin Fly
- 2007 Monoroom – "Feed Me" (Solomun Remix) – Freunde Tontraeger
- 2008 Tiger Stripes – "Hooked" (Solomun Remix) – Liebe*detail
- 2008 Kollektiv Turmstrasse – "Blutsbrueder" (Solomun Rmx) – MGF
- 2008 Palm Skin Productions – "Wonderful Thing" (Solomun Remix ) – Freerange
- 2008 Marbert Rocel – "Cornflakes" (Solomun Remix ) – Compost Black
- 2008 Christian Prommer – Daft Punk/"Around the World" – (Solomun Remix)
- 2010 Oliver Koletzki And Fran – "Echoes" (Solomun Remix) – Stil Vor Talent
- 2011 Gorge – "Garuna" (Solomun Remix) – 8bit
- 2011 Edu Imbernon and Los Suruba – "Punset" (Solomun Remix) – Eklektisch
- 2011 DJ Hell – "Germania" (Solomun Remix) – Gigolo Records
- 2011 Noir and Haze – "Around" (Solomun Remix) – Noir Music
- 2011 Kraak and Smaak – "Let's Go Back" (feat. Romanthony) (Solomun Remix)
- 2011 Tiefschwarz – "Corporate Butcher" (Solomun Remix) – Watergate Records
- 2012 Pool – "Game Over" (Solomun Remix) – 2DIY4
- 2012 Luca C & Brigante feat. Roisin Murphy – "Flash of Light" (Solomun Remix) – Southern Fried Records
- 2013 Foals – "Late Night" (Solomun Remix)
- 2013 Tiga vs. Audion – "Let's Go Dancing" (Solomun Remix) – Turbo Recordings
- 2014 Claude VonStroke – "The Clapping Track" (Solomun Remix) – Dirtybird
- 2014 Broken Bells – "Holding On For Life" (Solomun Remix) – Sony Music
- 2014 Lana del Rey - West Coast (Solomun Remix)- Polydor Ltd.
- 2015 Liu Bei - Atlas World (Solomun Day / Night Remixes) - 2DIY4
- 2015 Josef Salvat – Hustler (Solomun Remix) – Columbia
- 2015 Paul Kalkbrenner – Cloud Rider (Solomun Remix) – Sony Music
- 2015 Editors – Our Love (Solomun Remix) – Pias
- 2015 Johannes Brecht – Breathe! (Solomun Edit) – Diynamic Music
- 2015 Whilk & Misky – Clap Your Hands (Solomun Remix) – Island/Universal
- 2016 Interpol – Everything is wrong (Solomun Remix)- Matador
- 2016 Ost&Kjex feat. Anne Lise Frokedal – Queen of Europe (Solomun Remix) – Diynamic Music
- 2016 Stimming – Alpe Lusia (Solomun Remix) – Diynamic Music
- 2016 Moderat – Eating Hooks (Siriusmo Remix, Solomun Edit) – Monkeytown
- 2016 Michael Mayer & Joe Goddard – For you Solomun Morning Version – K7!
- 2016 Michael Mayer & Joe Goddard – For you Solomun Night Version – K7!
- 2017 Age of Love - The Age of Love (Solomun Renaissance Remix) - Renaissance Records
- 2017 DJ Hell - Anything, Anytime (Solomun Remix) _ International Deejay Gigolo Records
- 2017 Depeche Mode - Going Backwards (Solomun Remix) - Columbia (Sony)
- 2017 Super Flu - mygut (Solomun Remix) - Monaberry